# BARRIEREFREIHEIT GmbH

## BARRIEREFREIHEIT GmbH
BARRIEREFREIHEIT GmbH ist ein deutsches Unternehmen mit Sitz in Schwarzenberg/Sachsen, das sich auf die Planung, Herstellung und Montage taktiler Leit- und Orientierungssysteme für blinde und sehbehinderte Menschen spezialisiert hat. Seit 2014 bietet das Unternehmen normgerechte Leitsysteme an und positioniert sich als Komplettanbieter – von der Beratung über die Planung bis zur Montage.

### Geschichte
Die BARRIEREFREIHEIT GmbH wurde 2014 gegründet. Laut eigener Darstellung versteht sich das Unternehmen als führender Fachbetrieb, Hersteller und Händler von Orientierungs- und Leitsystemen für blinde und sehbehinderte Menschen. Die Firma startete mit der Idee, barrierefreie Orientierungssysteme für Innenräume zu entwickeln und bietet seitdem Dienstleistungen von der Projektberatung über die Fertigung bis zur Montage an.

### Produkte und Dienstleistungen
Das Produktportfolio umfasst vor allem taktile Bodenleitsysteme, taktile Handlaufschilder, taktile Grundrisspläne sowie Stufen‑ und Treppenmarkierungen.
- Taktile Bodenleitsysteme: Diese bestehen aus kontrastreichen Rippen‑ und Noppenstrukturen, die auf dem Bodenbelag verklebt werden und blinden und sehbehinderten Menschen die selbstständige Orientierung ermöglichen. Die Systeme werden nach aktuellen DIN‑Normen (u. a. DIN 32984 und DIN 18040) gefertigt und für verschiedene Einsatzzwecke angeboten.
- Taktile Handlaufschilder nach DIN 32986: Für Treppen und Aufzüge produziert die BARRIEREFREIHEIT GmbH taktile Handlaufschilder mit Braille‑ und Pyramidenschrift. Die Schilder werden in verschiedenen Materialien (Aluminium, Edelstahl, Kunststoff) angeboten und erfüllen die Normen für barrierefreie Beschriftungen.
- Taktile Grundrisspläne und Schilder: Das Unternehmen stellt taktile Grundrisspläne und barrierefreie Beschilderungen her. Diese Pläne sind mit unterschiedlichen haptischen Strukturen ausgestattet, um wichtige Gebäudefunktionen taktil darzustellen.
- Weitere Produkte umfassen taktile Sauberlaufmatten, mobile Leitlinien (TAKTILo®) und Stufen‑ sowie Treppenmarkierungen mit kontrastreichen, fühlbaren Kanten.

Neben der Produktion bietet das Unternehmen Beratungs‑ und Planungsdienstleistungen an und unterstützt Kunden bei der Auswahl und Umsetzung normgerechter Leitsysteme.

### Projekte und Referenzen
Nach Angaben der BARRIEREFREIHEIT GmbH wurden seit Gründung mehr als 300 barrierefreie Projekte in Deutschland realisiert. Zu den Referenzobjekten zählen Museen, Schulen, Krankenhäuser, Verwaltungsgebäude und Verkehrsknotenpunkte. Das Unternehmen betont, dass seine Leit‑ und Orientierungssysteme in unterschiedlichen Umgebungen eingesetzt werden und sich flexibel anpassen lassen.

### Normen und Qualität
Die Produkte der BARRIEREFREIHEIT GmbH erfüllen die einschlägigen Normen für Barrierefreiheit, darunter DIN 32984 (Bodenindikatoren im öffentlichen Raum), DIN 32986 (taktile Schriften und Beschriftungen), DIN 32975 (Gestaltung visueller Informationen) und DIN 18040 (barrierefreies Bauen). Die Handlaufschilder werden mit Braille‑ und Pyramidenschrift gemäß DIN 32976 gefertigt.

### Webauftritt und Unternehmensstruktur
Zur Unternehmensgruppe gehören mehrere themenspezifische Websites wie taktile‑bodenleitsysteme.de, taktile‑handlaufschilder.de und taktilo.de, über die einzelne Produktbereiche vorgestellt werden. Diese Microsites sollen die jeweiligen Zielgruppen präzise ansprechen und informieren.